# 栗田靖

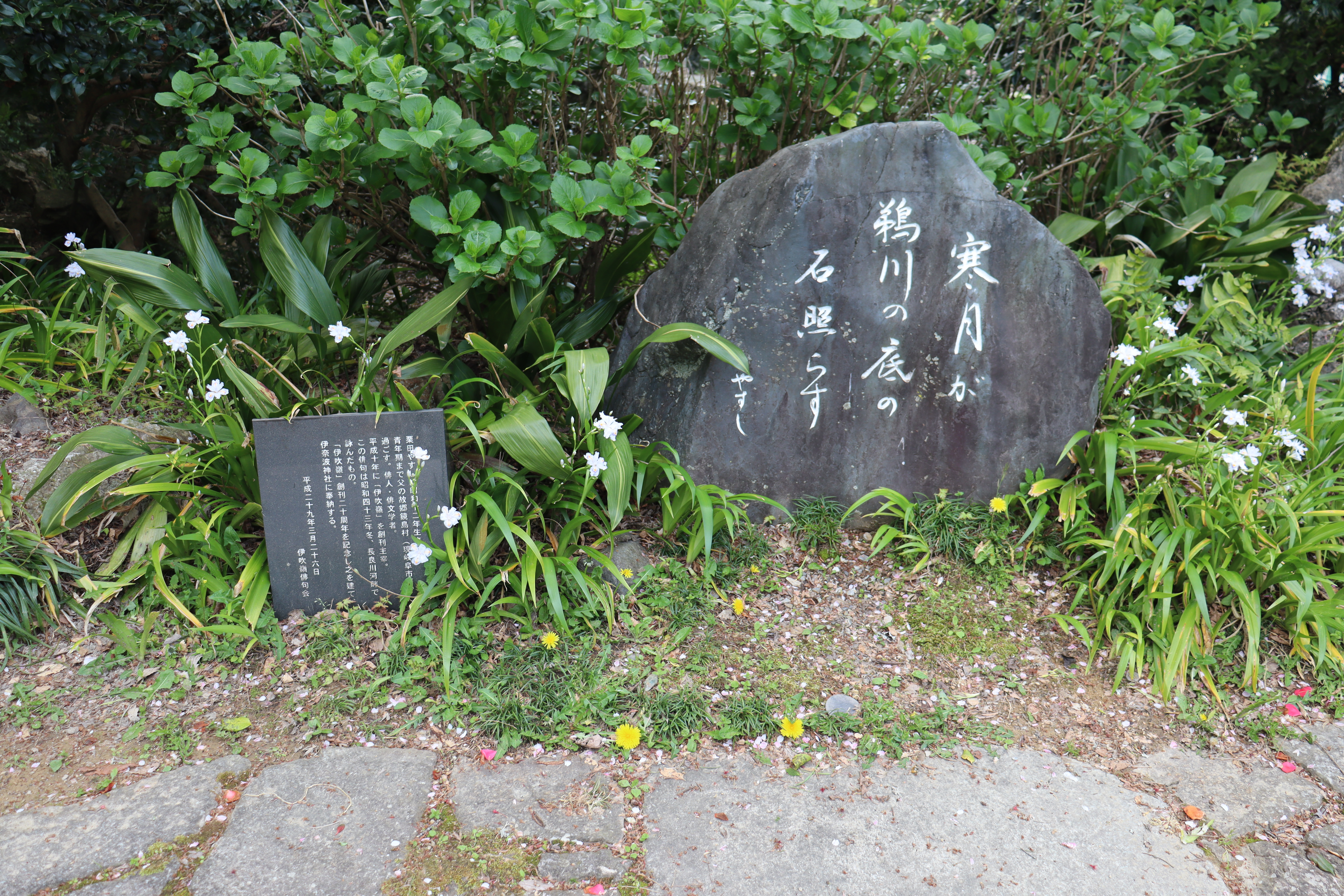
栗田靖の句碑

栗田 靖（くりた きよし、1937年6月13日 - ）は、俳人、俳句研究者。日本大学国際関係学部名誉教授。

## 人物・来歴
満洲・ハイラル生まれ。岐阜大学卒業、立命館大学大学院修了、日本大学大学院博士課程単位取得。東海学園女子短期大学講師、日本大学国際関係学部助教授、教授を経て、2008年より同名誉教授。
実作者としては栗田やすしの俳号を用いる。1958年、｢岐大二十才句会｣で俳句を始め、1966年「風」に入会、沢木欣一に師事。「風」同人を経て1998年に「伊吹嶺」を創刊・主宰。
著書に『子規と碧梧桐』『山口誓子』『河東碧梧桐の基礎的研究』など多数。句集に『伊吹嶺』『遠方』『霜華』『海光』などがある。2000年『河東碧梧桐の基礎的研究』で第15回俳人協会評論賞、2009年句集『海光』で第49回俳人協会賞受賞。俳人協会常務理事、国際俳句交流協会監事、中日俳壇選者。

## 著書
- 『子規と碧梧桐』双文社出版, 1979.7
- 『山口誓子』(新訂俳句シリーズ・人と作品 桜楓社, 1979.9
- 『俳句とふるさと』中日新聞本社, 1994.10
- 『栗田やすし集』(自註現代俳句シリーズ 俳人協会, 1999.3
- 『河東碧梧桐の基礎的研究』翰林書房, 2000.2
- 『霜華 句集』栗田やすし 富士見書房, 2003.7
- 『海光 句集』栗田やすし 角川書店, 2009.3
- 『伊吹嶺 第一句集』栗田やすし(俳句四季文庫) 東京四季出版, 2011.3
- 『碧梧桐百句』翰林書房, 2012.11
- 『碧梧桐研究ノート』豊文社出版, 2016.10
- 『半寿 句集』栗田やすし 角川文化振興財団, 2019.4

### 共編・編著
- 『碧梧桐関係俳誌総目録 三昧・碧・東京俳三昧稿』編著. イシグロ高速印刷, 1989.9
- 『碧梧桐全句集』編. 蝸牛社, 1992.4
- 『近代俳句』(日本文学コレクション) 清水弥一共編. 翰林書房, 1995.5
- 『河東碧梧桐』編著 (蝸牛俳句文庫・蝸牛社, 1996.1
- 『新編近代俳句』(日本文学コレクション) 清水弥一共編. 翰林書房, 2001.10
- 『現代俳句大事典』稲畑汀子,大岡信,鷹羽狩行監修, 山下一海,今井千鶴子,宇多喜代子,大串章,片山由美子,栗田やすし,仁平勝,長谷川櫂,三村純也編. 三省堂, 2005.11
- 『碧梧桐俳句集』編. 岩波文庫, 2011.10
- 『沢木欣一集』栗田やすし編 (脚註名句シリーズ 俳人協会, 2019.2